# Дом ста дорог
Дом ста дорог, «Дом с характером» (англ. House of Many Ways) — третья книга из цикла «Ходячий Замок», английской писательницы Дианы Уинн Джонс. Книга вышла в 2008 году. В 2009 году она вошла в шорт-лист номинантов на получение «Мифопоэтической премии» в категории «Лучшее произведение для детей и подростков». Рекомендована детям от 12 лет. Российскому читателю книга больше известна под названием "Дом с характером".

## Сюжет
Чармейн Бейкер вынуждена присматривать за двоюродным прадедушкой через замужнюю внучатую племянницу, старым больным чародеем, которого никогда в жизни не видела. Это могло бы быть легкой задачей, но жизнь в зачарованном доме — это вам не весёлая прогулка на пикник и не детская забава. Ведь дядя Уильям более известен как Королевский Волшебник Верхней Норландии и его дом искривляет пространство и время. Одна и та же дверь может привести в любое место — в спальню, на кухню, в пещеры под горой, и даже в прошлое… Открыв эту дверь, Чармейн попадает в водоворот приключений, в котором замешаны волшебная собака и юный ученик волшебника, секретные королевские документы и клан маленьких синих существ. А еще, Чармейн сталкивается с колдуньей по имени Софи Пендрагон, ее мужем и сыном, а также огненным демоном Кальцифером, и вот тогда-то становится действительно интересно…

## Главные герои
- Чармейн (Шарман) Бейкер (Госпожа Чаровница)
- Питер Регис
- Волшебник Уильям Норланд (двоюродный дедушка Уильям)
- Софи Пендрагон
- Хоул Пендрагон (Светик)
- Морган Пендрагон
- Тетушка Семпрония
- Миссис Вероника Бейкер
- Мистер Сэмюэль Бейкер
- Принцесса Хильда
- Король Адольфус Рекс Верхне-Норландский
- Монтальбинская ведьма
- Собака Потеряшка
- Демон Кальцифер
- повар Джамал
- пес Джамала

## Некоторые факты
- В 2004 году по мотивам первого романа трилогии «Ходячий замок» студия «Ghibli» выпустила полнометражный аниме-фильм (с тем же названием), режиссёром которого был Хаяо Миядзаки.